# Henri-Eugène Delacroix

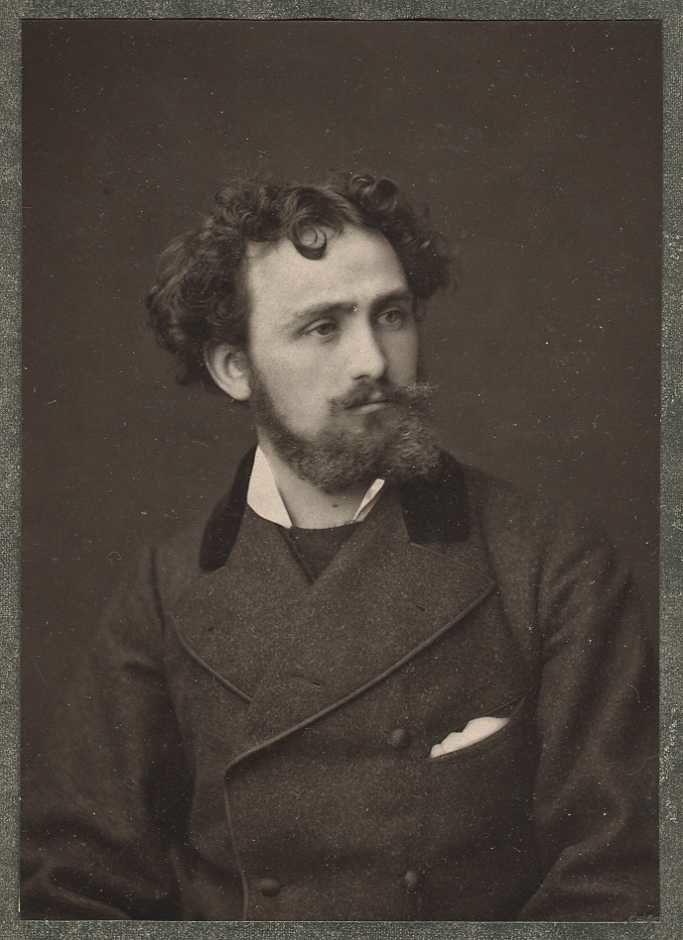
Henri-Eugène Delacroix, um 1870

Henri-Eugène Delacroix (* 16. Januar 1845 in Solesmes, Département Nord; † 26. April 1930 in Tonneins, Département Lot-et-Garonne) war ein französischer Maler.

## Leben
Delacroix war ein Sohn des Kaufmanns Henri Joseph Delacroix und dessen Ehefrau Eugènie Sophie Menard. Seinen künstlerischen Unterricht erfuhr Delacroix in den Ateliers von Joseph Nicolas Robert-Fleury und Alexandre Cabanel. Mit deren Hilfe nahm er 1873 erstmals an der großen jährlichen Ausstellung des Salon de Paris teil.
Nach einigen Jahren war Delacroix regelmäßig beim Salon zu sehen und 1889 wurde er eingeladen, seine Bilder auf der Weltausstellung im Palais du Trocadéro zu präsentieren. Bereits 1888 war Delacroix Mitglied der Société des Artistes Français geworden und bekam ab da auch immer häufiger kirchliche und staatliche Aufträge.
Nach dem Tod seiner Ehefrau 1912 nahm Delacroix immer seltener Aufträge an. Nach einigen Jahren löste er sein Atelier und seinen Hausstand auf und zog zu seinem Sohn nach Tonneins. Dort verbrachte er seinen Lebensabend und während dieser Zeit entstanden nur noch sehr wenige Bilder. Henri-Eugène Delacroix starb 1930 in Tonneins und fand dort auch seine letzte Ruhestätte.

## Ehrungen
- 1889: Silbermedaille der Weltausstellung in Paris für La chute des Titans
- 1893: Silbermedaille der Weltausstellung in Chicago für die Gemälde Réveil, Heure enchantée und Mouettes et vagues
- 1894: Ritter der Ehrenlegion

## Werke (Auswahl)
Ölgemälde
- La mort de Jacopo, 1873
- Les deux Foscari, 1873
- Les anges rebelles, 1876

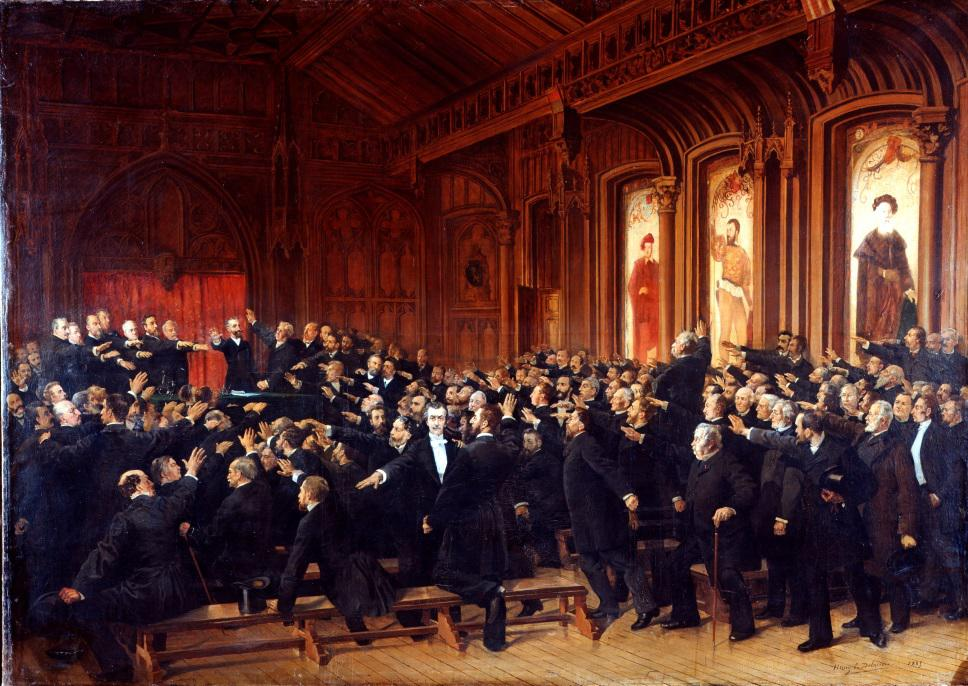
Le serment des communes à Bruxelles, 1886, Musée de la ville de Bruxelles

- La mise au tombeau du Christ, 1879
- La lavandière, 1884
- Le serment des communes à Bruxelles, 1886
- La chute des titans, 1889
- La moisson, 1921

Kirchliche Aufträge
- Quatorze stations du chemin de croix, 1874 (Kirche von Solesmes)
- Wandgemälde für die Kirche von Saint-Martin-du-Touch (Département Haute-Garonne)
- Wandgemälde für die Kirche in Saint-Lys (Département Haute-Garonne)

Staatliche Aufträge
- Bilderzyklus für das Rathaus im 10. Arrondissement von Paris
- Bilder für das Rathaus von Solesmes
- Bilder für das Rathaus von L’Haÿ-les-Roses (Département Val-de-Marne)